# Allopauropus junki
Allopauropus junki är en mångfotingart som beskrevs av Ulf Scheller 1997. Allopauropus junki ingår i släktet småfåfotingar, och familjen fåfotingar. Inga underarter finns listade i Catalogue of Life.